# 圓灰蝶族
圓灰蝶族（Gem，學名：Poritiini）是灰蝶科圓灰蝶亞科裡的一個族。物種體型細小，稀有地分佈於印度東北部至蘇拉威西一帶的森林。

## 分類
- 菁灰蝶屬 Cyaniriodes
- 德灰蝶屬 Deramas
- 圓灰蝶屬 Poritia
- 孔灰蝶屬 Poriskina
- 犀灰蝶屬 Simiskina